# 高島 (商社)
高島株式会社（たかしま、英: Takashima & Co.,Ltd.）は、東京都千代田区神田駿河台に本社を置く建材や産業用資材の商社（専門商社）。
重布から出発。建材、物流資材、電子部品などへ多角化。太陽光発電機器の先発組で主力事業に。
繊維から脱皮が進み、東南アジアで日系向けに電子部品工場も展開。

## 概要
1915年、合名会社高島屋商店を創立。1931年、株式会社に改組。1939年、高島屋工業に商号変更。1949年、高島に商号変更。2015年10月に創業100年を迎えた。
太陽光発電システムや建築資材・住宅設備の販売や工事などを行う建材事業、自動車関連・家電向け物流資材や医療用プラスチック・商業施設向け省エネ設備販売とその施工を始めとする産業資材事業、香港・タイ・ベトナムなどを拠点として電子部品の販売・アセンブリを行う電子・デバイス事業の3つの事業を展開する。100年を超える歴史を持つ専門商社。

## 主な事業
建材事業
- 太陽光発電システムの普及に取り組むエネルギーソリューション
- 各メーカーの断熱材を販売する断熱ソリューション
- 外壁・外装・間仕切材等の建設資材分野と基礎や地盤改良等のパイル・土木分野でソリューション提案を行う建設資材
- 住宅資材や設備・インテリアにおいて商材ラインナップ、工事・加工機能を提供する住宅資材

産業資材事業
- 商業施設向けのLED工事等を行う商業施設ソリューション
- 国内外の鉄道車輌向け内装材を中心とする鉄道車輌部材ソリューション
- プラスチック、テキスタイル、梱包材等の製品開発等を行う物流資材ソリューション

電子・デバイス事業
- 液晶ディスプレイや、音響部品、半導体やコンデンサ・リレーなどのパワーエレクトロニクス関連部品
- ベトナムの自社工場での液晶部品の製造
- タイ自社工場にて、白物家電などの基板実装（EMS）

## 沿革
- 1915年10月1日 - 高島幸太吉が、資本金1万円をもって合名会社高島屋商店を創立し、主として繊維製品販売を開始。
- 1931年12月 - 資本金50万円をもって株式会社高島屋商店に組織変更。
- 1932年3月 - 大阪営業所を開設（1948年9月支店登記）。
- 1934年1月 - 東京赤羽に縫製工場を設置。
- 1939年7月 - 高島屋工業株式会社と商号変更。
- 1949年
  - 5月 - 当社株式を東京証券取引所に上場。
  - 10月 - 高島株式会社と商号変更。
- 1960年10月 - 名古屋営業所を開設（1970年4月支店登記）。
- 1961年10月 - 札幌営業所を開設（1976年4月北海道営業所と改名）。
- 1962年2月 - 福岡営業所を開設（1976年4月九州営業所と改名）。
- 1964年2月 - 東京都中央区銀座に旧本社竣工。
- 1964年8月 - 建設業法により東京都知事登録(ち)第31567号の登録を完了。
- 1969年11月 - 宅地建物取引業法により宅地建物取引業者として建設大臣免許(1)第166号を取得。
- 1972年10月 - 縫製加工、繊維二次製品の販売等、当社縫製工場部門を分離独立し、株式会社ハイランドを設立（2006年2月清算）。
- 1973年
  - 6月 - TAKASHIMA(U.S.A.),INC.（現・連結子会社）を設立（産業用資材繊維、衣料品他の販売等）。
  - 9月 - 建設業法の改正に伴い、建設大臣許可（特－48）第1635号を取得。
- 1976年10月 - 東北（仙台）、中国（広島）、四国（高松）各営業所を開設。
- 1989年8月 - アイコン株式会社（現・アイタックインターナショナルジャパン。連結子会社）の全株式を取得（電子部品の販売等）。
- 1991年2月 - TAKASHIMA SINGAPORE (PTE) LTD.（2010年2月に清算）を設立（電子部品の販売等）。
- 1993年9月 - TAK (HONG KONG) LTD.（現・iTak (International) Limited。連結子会社）を設立（電子部品の販売等）。
- 2002年12月 - 上海事務所を設立。
- 2003年8月 - TAK ELECTRONICS (Shanghai) Limited（現・iTak International (Shanghai) Limited。連結子会社）を設立（電子部品の販売等）。
- 2004年
  - 1月 - ISO 14001認証取得（国内全事業所）。
  - 4月 - TAKグリーンサービス株式会社を設立（住宅用省エネルギー機器の販売。2015年12月売却）。
  - 10月 - タカシマパッケージングジャパン株式会社を設立（物流資材の製造・販売）。
- 2005年9月 - ハイランドテクノ株式会社（現・連結子会社）を設立。株式会社ハイランドより営業を譲受（特殊縫製加工品の開発、製造及び販売）。
- 2008年12月 - iTak International (Thailand) Limited（現・連結子会社）を設立（電子部品の販売等）。
- 2010年
  - 1月 - iTak Technology (Shenzhen) Limited（現・iTak International (Shenzhen) Limited。連結子会社）を設立（電子部品の開発支援等）。
  - 2月 - 丸紅プラックス株式会社から建材事業を譲受。
  - 10月 - 株式会社Tメディカルサービスを設立（医療用物流資材の開発・販売）。
- 2013年11月 - 東京都中央区銀座から東京都千代田区神田駿河台に本店移転。
- 2015年
  - 3月 -
    - タカシマパッケージングジャパンがTメディカルサービスを吸収合併するとともに、Tメディカルパッケージ株式会社に社名変更。
    - 丸紅からシーエルエス株式会社（現連結子会社）の全株式を取得（人工皮革素材の加工・販売）。

  - 6月 - 旧本社跡地である銀座にホテルサンルート銀座開業。
  - 10月 - 創業100周年。小野産業株式会社（現・タクセル。連結子会社）を株式公開買付により取得（プラスチック成形品の製造・販売）。
- 2017年
  - 5月 - iTak International (Vietnam) Co.,Ltd.（現・連結子会社）を設立（電子部品の販売等）。
  - 11月 - iTak International (Malaysia) Sdn. Bhd.（現連結子会社）を設立（電子部品の販売等）。
- 2018年
  - 4月 - ハイランドテクノがTメディカルパッケージを吸収合併するとともに、ハイランドMP株式会社に社名変更。
  - 7月 - 高島ロボットマーケティング株式会社（現・連結子会社）を設立（協働ロボットのレンタル・販売）。
- 2019年10月 - 株式会社レスト（現・連結子会社）の全株式を取得（トイレブース製作・施工）。
- 2022年12月 -
  - 新エネルギー流通システム株式会社の全株式を取得（再生可能エネルギー関連工事）。
  - 株式会社信防エディックスの全株式を取得（医薬品、衛生資材の販売等）。
- 2023年5月 - 岩水開発株式会社の全株式を取得（地盤調査、地盤改良工事、土木工事）。

## 現在の事業所
- 本社
  - 東京都千代田区神田駿河台2-2　御茶ノ水杏雲ビル
- 支店
  - 大阪支店 - 大阪府大阪市北区中之島2丁目3-33　大阪三井物産ビル
  - 名古屋支店 - 愛知県名古屋市中区錦3丁目6-34　太陽生命名古屋ビル
- 営業所
  - 北海道営業所 - 北海道札幌市中央区北1条西4丁目1-2　J&Sりそなビル3階
  - 東北営業所 - 宮城県仙台市青葉区国分町3丁目4-33　仙台定禅寺ビル4階
  - 中国営業所 - 広島県広島市中区本通6-11　明治安田生命広島本通ビル
  - 九州営業所 - 福岡県福岡市中央区天神4丁目1-7　第3明星ビル
  - 四国営業所 - 香川県高松市中新町11-1　三甲高松ビル

## 関連会社
- 国内
  - シーエルエス（人工皮革・合成皮革等の各種資材、製品の販売）
  - タクセル（プラスチック製品の製造・販売、金型及び治工具製作）
  - ハイランド（縫製加工製品の開発・製造・販売、膜構造の設計・加工、産業・医療用物流資材の販売）
  - アイタックインターナショナルジャパン（電子部品・電子機器の販売）
  - 高島ロボットマーケティング（協働ロボットのレンタルと販売）
  - 動力（太陽光発電システム設置架台開発）
  - レスト（トイレブース製作・施工）
  - 新エネルギー流通システム（再生可能エネルギー関連工事）
  - 信防エディックス（医薬品、衛生資材の販売等）
  - 岩水開発（地盤調査、地盤改良工事、土木工事）
- 海外
  - TAKASHIMA (U.S.A.), INC.（産業資材用繊維、衣料品他の販売）
  - iTak (International) Limited（電子部品、電子機器他の販売）
  - iTak International (Thailand) Ltd. （電子部品、電子機器他の販売）
  - iTak International (Vietnam) Co.,Ltd　(電子部品の製造及び販売)
  - iTak International (Shanghai) Limited（電子部品、電子機器他の販売）
  - iTak International (Shenzhen) Limited（電子部品、電子機器他の販売、電子部品開発支援・生産技術・品質管理サポート）
  - iTak International (Malaysia) Sdn. Bhd.（電子部品、電子機器他の販売）